# 風前の灯
『風前の灯』（ふうぜんのともしび）は、1957年12月1日に日本で公開されたコメディ映画。

## ストーリー
練馬の一軒家に住む、強欲な老婆の蓄えを狙って強盗を働こうとする愚連隊一味。しかしその家には義理の息子夫婦も住んでおり、やはり老婆の蓄えを狙っていた。たまたま、息子が懸賞の一等賞のカメラに当選したこともあり、御用聞きや、妻の妹たち、新旧の下宿人たち、居候候補などが出はいりして、それぞれの思惑のままに行動・発言し、騒動が起きる。

## スタッフ
- 監督・脚本：木下惠介
- 製作：桑田良太郎
- 撮影：楠田浩之
- 音楽：木下忠司

## キャスト
- 佐藤金重（靴屋の店員）：佐田啓二
- 佐藤百合子（金重の妻）：高峰秀子
- 佐藤てつ（金重の父の後妻）：田村秋子
- 佐藤和夫（金重・百合子の息子）：五月女殊久
- さくら（百合子の次妹）：小林トシ子
- あやめ（百合子の末妹）：有沢正子
- 赤間文一（てつの甥）：南原伸二
- 新太郎（さくらの夫）：小野良
- 小川美代子（旧下宿人）：伊藤弘子
- 北村（美代子のボーイフレンド）：里見孝二
- 鈴木（あやめのボーイフレンド）：佐藤芳秀
- 幸平（田舎から上京したばかりの青年）：田中晋二
- 不良：小瀬朗、佐山彰二
- 新聞配達人：滝久志
- 畳屋：サトウ・サブロー
- 運送屋：井上正彦
- 郵便配達夫：野口一雄
- 肴屋の小僧：春風亭枝葉
- 電気の検診係：浅川真